# Sonics Arena
 (octobre 2024).
Si vous disposez d'ouvrages ou d'articles de référence ou si vous connaissez des sites web de qualité traitant du thème abordé ici, merci de compléter l'article en donnant les références utiles à sa vérifiabilité et en les liant à la section « Notes et références ».
Le Sonics Arena était un projet de salle omnisports située dans le quartier de South of Downtown (SoDo) à Seattle, tout près du Safeco Field et du CenturyLink Field. L'aréna aurait dû ouvrir ses portes en 2015, au coût de près de 500 millions$ USD, d'une capacité de plus de 18 000 places, le Sonics Arena devait remplacer la vétuste KeyArena et accueillir dans un proche avenir une franchise de la National Basketball Association et possiblement d'une équipe de la Ligue nationale de hockey.

## Compétition
Seattle n'est pas la seule ville nord-américaine qui a procédé à la construction d'un bâtiment sportif dans le principal but d'obtenir une franchise de sport professionnelle, d'autres villes : Québec, a déjà amorcée depuis l'automne 2012 la mise en chantier de leur nouvel amphithéâtre et qui a une bonne longueur d'avance pour obtenir une équipe de la Ligue nationale de hockey ; Markham, faisant partie de la banlieue nord de Toronto, poursuit son intention de réaliser la construction du GTA Centre, d'une capacité de 20 000 places et souhaite de créer une très grande rivalité avec les Maple Leafs de Toronto une fois la future franchise appliquée dans la ville-reine ; Las Vegas qui venait juste de dévoiler son intention de bâtir le nouvel aréna moderne pour remplacer le vétuste Thomas & Mack Center. Le seul intérêt pour Seattle de s'intégrer dans une ligue c'est de mettre la main sur une équipe de la NBA avant de pouvoir passer du côté de la LNH. 